# Mordelles
Mordelles település Franciaországban, Ille-et-Vilaine megyében. Lakosainak száma 7831 fő (2022. január 1.). Mordelles Bréal-sous-Montfort, L’Hermitage, La Chapelle-Thouarault, Chavagne, Cintré, Goven, Le Rheu, Talensac és Le Verger községekkel határos.

## Népesség
A település népességének változása:
| Lakosok száma | 2921 | 5149 | 5362 | 6628 | 7168 | 7275 | 7363 | 7338 | 7485 | 7831 |
|               | 1968 | 1982 | 1990 | 2006 | 2013 | 2015 | 2017 | 2019 | 2020 | 2022 |